# Parapseudoleptomesochra pristina
Parapseudoleptomesochra pristina är en kräftdjursart som beskrevs av Wells 1967. Parapseudoleptomesochra pristina ingår i släktet Parapseudoleptomesochra och familjen Ameiridae. Inga underarter finns listade i Catalogue of Life.